# Akcentowanie w języku łacińskim

## Ogólne uwagi o akcencie łacińskim
Informacje o akcencie łacińskim oraz rządzących nim prawach przekazują starożytni gramatycy rzymscy. Pojęcie akcentu zaczerpnęli oni od gramatyków greckich, i dostosowali stworzone przez nich pojęcia do języka łacińskiego. Łaciński termin accentus, dosł. "zaśpiew", jest tłumaczeniem na łacinę greckiego wyrazu prosodia.
Trudność polega jednak na tym, że akcent języka greckiego miał w starożytności charakter toniczny – sylabę akcentowaną odróżniano przez podniesienie tonu głosu w czasie jej wymawiania. Języki współczesne (w tym współczesna greka) mają akcent ekspiratoryczny, sylabę akcentowaną wymawia się tym samym tonem, lecz głośniej. Dodatkowo starożytna greka miała dwa rodzaje akcentów, jeden o tonie wznoszącym (tzw. accentus acutus), drugi o wznosząco-opadającym (tzw. accentus circumflexus).
Zastosowanie tych pojęć do języka łacińskiego przez gramatyków starożytnych powoduje wrażenie, że akcent łaciński miał charakter toniczny, tak samo, jak to było w języku greckim. Stąd np. w latach siedemdziesiątych XX wieku przyjmowano, że akcent łaciński w starożytności miał charakter toniczny.
Z badań lingwistycznych wiadomo jednak, że istnienie akcentu ekspiratorycznego powoduje pewne łatwo obserwowalne zjawiska fonetyczne (zwłaszcza przegłosy), które nie występują, gdy akcent jest toniczny. Zjawiska te stwierdza się w łacinie okresu archaicznego oraz w późnym antyku, przy braku jakichkolwiek bezspornych świadectw z okresu klasycznego i srebrnego. Wyglądałoby więc na to, że charakter akcentu w łacinie z pierwotnego ekspiratorycznego przeszedł w toniczny, a następnie z powrotem w ekspiratoryczny. Zajście takiego procesu jest jednak niewiarygodne – akcent toniczny ma wprawdzie tendencje do przechodzenia w ekspiratoryczny, ale nie odwrotnie.
Obecnie przyjmuje się, że akcent łaciński od początku miał charakter ekspiratoryczny i że taki akcent utrzymał się przez całą starożytność. Zjawisk związanych z akcentem ekspiratorycznym nie stwierdza się w okresie klasycznym i srebrnym, gdyż w tym czasie język literacki praktycznie się nie rozwijał. Są tu jednak pewne poszlaki, które świadczą na korzyść tezy o panowaniu akcentu ekspiratorycznego również w tym okresie.
Świadectwa gramatyków starożytnych są bałamutne wskutek stosowania przez nich aparatu pojęciowego opracowanego pierwotnie dla języka greckiego. Natomiast nie zdołali oni, czy też nie czuli potrzeby wypracowania własnych pojęć, gdyż nie słyszeli różnicy pomiędzy akcentem greckim a łacińskim; lub też, nawet jeśli słyszeli, nie potrafili jej zdefiniować. Dodatkową przeszkodą mogło być towarzyszące akcentowi łacińskiemu podniesienie tonu (czyli że miałby on charakter mieszany) podobnie, jak to można słyszeć np. w polszczyźnie kresowej, zwłaszcza z Wileńszczyzny. Taki mieszany akcent jest jednak ekspiratoryczny co do zasady i skutków fonetycznych.

## Prawa akcentowania

### Wyrazy jednosylabowe
Akcent w łacinie w wyrazach jednosylabowych pada na tę właśnie sylabę. Nieliczne wyrazy jednosylabowe nieakcentowane nie traktowane są jako oddzielne słowa, lecz jako tzw. enklityki. Są one akcentowane razem z poprzedzającym je wyrazem na zasadach opisanych poniżej tak, jakby chodziło o słowo wielosylabowe.

### Wyrazy dwusylabowe i dłuższe
Wyrazy dwusylabowe akcentowane są regularnie na sylabę drugą od końca. Nieliczne wyjątki, które akcentuje się na sylabę ostatnią, powstały w wyniku apokopy ostatniej sylaby w wyrazie trzysylabowym. Wyrazy te to: abhinc, adhuc, istinc.
W pozostałych przypadkach akcent w języku łacińskim uzależniony jest od iloczasu. Działa tu tak zwane prawo przedostatniej sylaby (łac. lex paenultimae syllabae), które stanowi, że:
- jeśli przedostatnia sylaba wyrazu jest długa (z natury lub pozycji), akcent pada na nią;
- w przeciwnym wypadku akcent pada na trzecią sylabę od końca.

### Zestroje akcentowe
Połączenie wyrazu z enklityką -ne, -que lub -ve sprawia, że powstaje tak zwany zestrój akcentowy, stanowiący dla praw akcentowania jeden wyraz złożony. Wyraz ten podlega akcentowaniu na ogólnych zasadach prawa przedostatniej sylaby, gdzie enklityka liczy się jako ostatnia sylaba wyrazu.
Powyższe twierdzenie o zestrojach akcentowych nie jest niestety bezsporne. Istnieje świadectwo Kwintyliana w jego podręczniku retoryki, które przeczy temu, co zostało napisane powyżej. Kwintylian twierdzi mianowicie, że akcent w zestroju akcentowym powinien padać zawsze na sylabę drugą od końca (czyli na ostatnią sylabę, jeśli nie liczyć enklityki). Świadectwo to ma jednak pewne mankamenty:
- twierdzenie Kwintyliana jest sprzeczne z ogólnym prawem akcentowania, tj. prawem przedostatniej sylaby;
- sprzeczności tej nie wyjaśnia on w żaden sposób (tak, jakby jej nie zauważał);
- o takim wyjątku od ogólnych praw akcentowania nie wspomina również nikt z pozostałych gramatyków, chociaż omawiają oni fonetykę starannie;
- przytoczone przez Kwintyliana przykłady są zgodne z ogólnymi prawami akcentowania;

Problem ten interpretuje się w ten sposób, iż Kwintylian wyraził tylko pogląd, w jaki sposób jego zdaniem zestroje akcentowe powinno się akcentować, z powołaniem się na przykład języka greckiego (gdzie akcent pada zawsze przed enklityką). Nie zwrócił jednak uwagi na to, że kłóci się to z naturalnymi łacińskimi prawami akcentowania.